# 수예

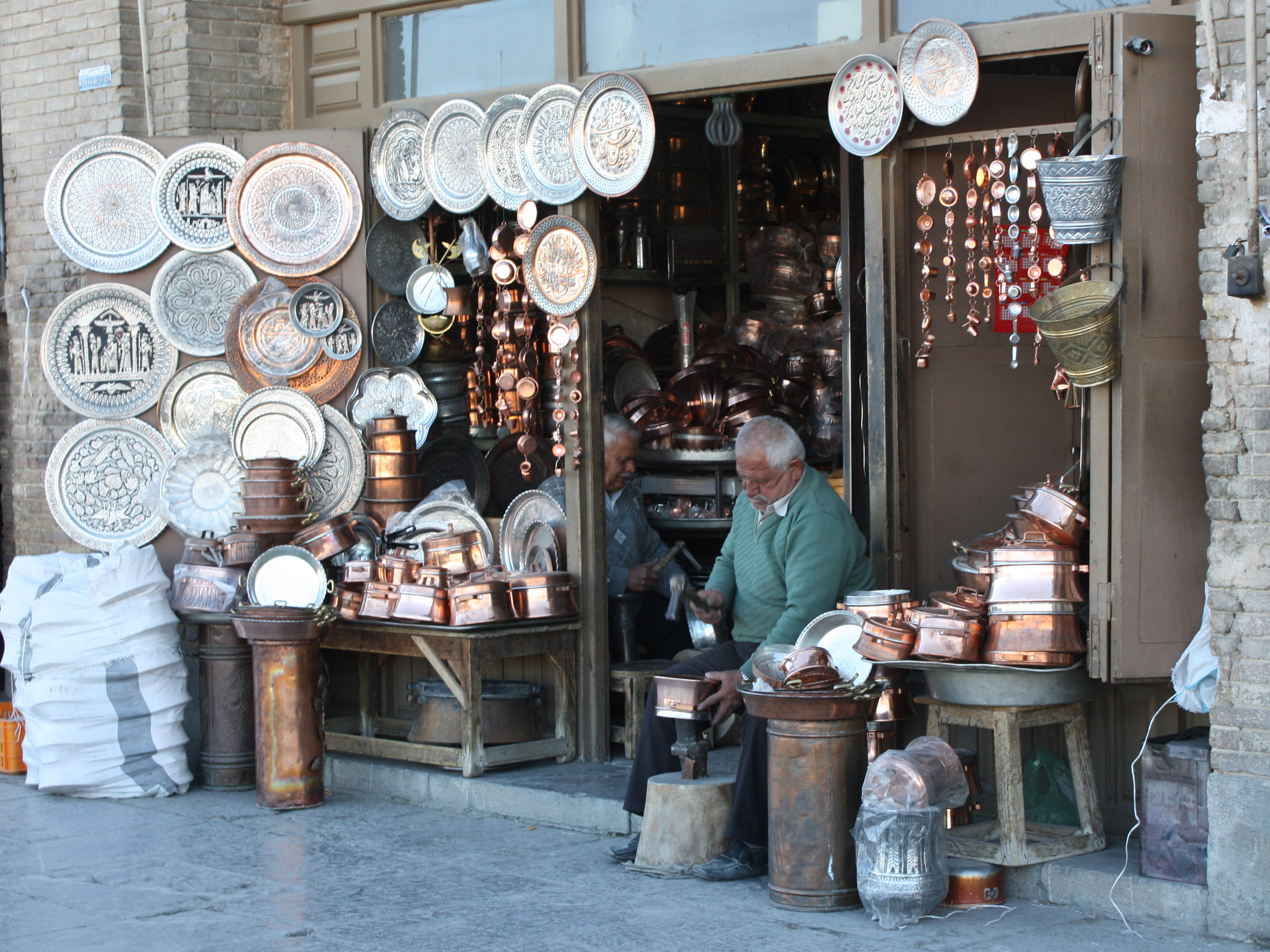
수예품을 파는 가게. 이스파한-이란.

수예(手藝)는 오로지 손이나 단순한 도구만을 이용하여 쓸모있는 장식물을 만드는 일을 두루 가리킨다. 옷감, 종이, 식물 섬유로 물건을 만드는 활동에 적용되며 전통적으로 공예의 주된 부문이다. 수공예(手工藝)라는 표현도 사용되는데 이 용어는 사전적으로 수예와 공예를 아울러 이르는 말이다.

## 판매
수예품들은 종종 가정에서 이용할 목적으로 만들어진다. 판매용의 경우 직접 판매, 기념품점, 시장, 온라인 쇼핑을 통해 판매된다. 개발도상국에서 수공예품들은 현지에 판매되며 기념품으로는 관광객들에게 판매된다. 판매자들은 관광객들이 흔히 쓰는 언어 몇 마디를 사용하는 경향이 있다.

## 같이 보기
- 자수